# SS Lavia
El SS Lavia fue un crucero que se incendió y se hundió en el puerto de Hong Kong en 1989. Fue construido para Cunard White Star Line en 1947 como el transatlántico de carga Media. En 1961 fue vendido a Italia, reconstruido como transatlántico y rebautizado Flavia. En 1969, fue reacondicionado como crucero y rebautizado Flavian. En 1982 fue vendido a Panamá y rebautizado Lavia. Estaba siendo reacondicionado cuando se produjo el incendio. Los daños que sufrió fueron tan grandes que fue desguazado.

## Incendio
En 1982, el barco fue rebautizado como Lavia y se inició una remodelación. El 7 de enero de 1989, un incendio en el que se vieron envueltos los trabajadores se salió de control y se extendió por todo el barco, aunque los nueve tripulantes y los 35 trabajadores a bordo escaparon ilesos. Cuatro barcos de bomberos y más de 250 bomberos lucharon contra el incendio, pero el Lavia se hundió debido a las grandes cantidades de agua que se bombearon a bordo en un intento de apagar las llamas. El barco fue reflotado y remolcado a Taiwán, donde llegó el 19 de junio. Fue desguazado por Chi Shun Hia Steel de Kaohsiung.